# Freedom Road Socialist Organization
Freedom Road Socialist Organization (FRSO) is een Amerikaanse marxistisch-leninistische organisatie. Ze werd opgericht in 1985 als een fusie van de Proletarian Unity League en de Revolutionary Workers Headquarters, na de teloorgang van de maoïstisch-geïnspireerde new communism-beweging van de jaren 1970. Later voegden andere groepen zich bij de organisatie. In 1999 splitste de groep; beide vleugels behielden dezelfde naam, tot de dissidente groep zichzelf in 2019 officieel herdoopte als Liberation Road. FRSO is de uitgever van Fight Back! News.
Grote partijen:
Democratische Partij · Republikeinse Partij
Third party's:
America's Party · 
American Freedom Party · 
American Party · 
American Populist Party · 
American Solidarity Party · 
Black Riders Liberation Party · 
Christian Liberty Party · 
Citizens Party · 
Communist Party USA · 
Constitution Party · 
Democratic Socialists of America · 
Freedom Road Socialist Organization · 
Freedom Socialist Party · 
Groene Partij · 
Humane Party · 
Independent American Party · 
Justice Party · 
Libertarische Partij · 
Marijuana Party · 
Modern Whig Party · 
National Socialist Movement · 
New Afrikan Black Panther Party · 
New Black Panther Party · 
Objectivist Party · 
Pacifist Party · 
Party for Socialism and Liberation · 
Peace and Freedom Party · 
Pirate Party · 
Progressive Labor Party · 
Prohibition Party · 
Reform Party · 
Revolutionary Communist Party · 
Socialist Action · 
Socialist Alternative · 
Socialist Equality Party · 
Socialist Party · 
Socialist Workers Party · 
Unity Party · 
Veterans Party · 
Workers World Party ·
Working Families Party ·
World Socialist Party